# Loperhet
Loperhet é uma comuna francesa na região administrativa da Bretanha, no departamento Finisterra. Estende-se por uma área de 20,28 km². Em 2010 a comuna tinha 3 920 habitantes (densidade: 193,3 hab./km²).